# Kabardyjska Autonomiczna Socjalistyczna Republika Radziecka
Kabardyjska Autonomiczna Socjalistyczna Republika Radziecka, Kabardyjska ASRR – republika autonomiczna w Związku Radzieckim, wchodząca w skład Rosyjskiej Federacyjnej Socjalistycznej Republiki Radzieckiej.
Kabardyjska ASRR została utworzona w 1944 r. w wyniku przekształcenia istniejącej od 1936 r. Kabardyno-Bałkarskiej Autonomicznej Socjalistycznej Republiki Radzieckiej. Przekształcenie to i wynikająca z niego zmiana nazwy związane były z faktem, iż w 1944 r. w ramach represji stalinowskich Bałkarzy uznani zostali za zdrajców Związku Radzieckiego i jako tacy zostali wysiedleni z terenu republiki do azjatyckiej części ZSRR. Po śmierci Stalina zezwolono Bałkarom na powrót do ojczyzny i w 1957 r. zlikwidowano Kabardyjską ASRR, reaktywując Kabardyno-Bałkarską ASRR.
 Informacje nt. położenia, gospodarki, historii, ludności itd. Kabardyjskiej Autonomicznej Socjalistycznej Republiki Radzieckiej znajdują się w: artykule poświęconym Republice Kabardo-Bałkarii, jak obecnie nazywa się ta rosyjska jednostka polityczno-administracyjna.